# Ptolemaida, Egipt
Hermijska Ptolemaida ali Ptolemaida v Tebaidi (starogrško Πτολεμαΐδα, latinizirano: Ptolemaida) je bilo mesto in metropolitanska nadškofija v grško-rimskem Egiptu. Ptolemaida je še vedno katoliški naslovni sedež. 
Na mestu antičnega mesta je zdaj mesto El Manša (arabsko  المنشأة)-Bsoi (koptsko ⲡⲥⲟⲓ, Psoi) v egiptovski provinci Sohag. 

## Zgodovina
Ptolemaido je na zahodnem bregu Nila na mestu egipčanske vasi Psoï v nomu Tinis ustanovil ptolemajski vladar Ptolemaj I. Soter nekje po letu 312 pr. n. št. Domneva, da je bila od samega začetka namenjeno zamenjavi Teb kot političnega središča kraljestva, je sporna. Ime Hermijska bi se lahko nanašalo na neznanega ptolemajskega upravitelja z imenom Hermij.
Po Strabonu je bila Ptolemaida največje mesto v Tebaidi, po velikosti enako Memfisu. Skupaj z Naukratisom in Aleksandrijo je bila eno od le treh mest s statusom pravega grškega mesta in je zato imela lastno ustavo, skupščino z izvoljenimi člani in svoje sodnike. Grški naseljenci so bili v mesto pripeljani s Peloponeza in severne Grčije. V mestu so bili templji grških in egipčanskih bogov Zevsa, Dioniza in Izide ter tempelj za čaščenje Ptolemajske dinastije. V mestu je bilo tudi gledališče in s ceh igralcev.